# MVP du championnat d'Europe de basket-ball

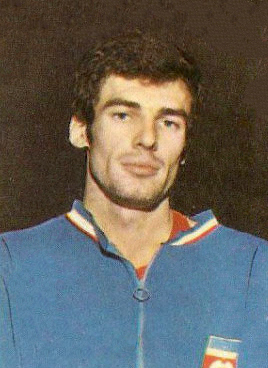
Krešimir Ćosić joueur le plus titré.

Le titre de MVP du championnat d'Europe de basket-ball est l'honneur FIBA Europe décerné au meilleur joueur de chaque tournoi de l'EuroBasket. Pau Gasol et Krešimir Ćosić partagent le record de du plus grand nombre de titres de MVP, avec deux chacun.

## MVP de l'EuroBasket
| Tournoi | MVP                   |
| ------- | --------------------- |
| 1935    | Rafael Martín         |
| 1937    | Pranas Talzūnas       |
| 1939    | Pranas Lubinas        |
| 1946    | François Németh       |
| 1947    | Joann Lõssov          |
| 1949    | Hüseyin Öztürk        |
| 1951    | Ivan Mrázek           |
| 1953    | Anatoly Konev         |
| 1955    | János Greminger       |
| 1957    | Jiří Baumruk          |
| 1959    | Viktor Zubkov         |
| 1961    | Radivoj Korać         |
| 1963    | Emiliano Rodríguez    |
| 1965    | Modestas Paulauskas   |
| 1967    | Jiří Zedníček         |
| 1969    | Sergei Belov          |
| 1971    | Krešimir Ćosić        |
| 1973    | Wayne Brabender       |
| 1975    | Krešimir Ćosić (2)    |
| 1977    | Dražen Dalipagić      |
| 1979    | Miki Berkovich        |
| 1981    | Valdis Valters        |
| 1983    | Juan Antonio Corbalán |
| 1985    | Arvydas Sabonis       |
| 1987    | Nikos Galis           |
| 1989    | Dražen Petrović       |
| 1991    | Toni Kukoč            |
| 1993    | Chris Welp            |
| 1995    | Šarūnas Marčiulionis  |
| 1997    | Saša Đorđević         |
| 1999    | Gregor Fučka          |
| 2001    | Peja Stojaković       |
| 2003    | Šarūnas Jasikevičius  |
| 2005    | Dirk Nowitzki         |
| 2007    | Andrei Kirilenko      |
| 2009    | Pau Gasol             |
| 2011    | Juan Carlos Navarro   |
| 2013    | Tony Parker           |
| 2015    | Pau Gasol (2)         |
| 2017    | Goran Dragić          |
| 2022    | Willy Hernangómez     |

### Les plus titrés
| Nombre | Joueur         |
| ------ | -------------- |
| 2      | Krešimir Ćosić |
| 2      | Pau Gasol      |